# Wolfgang Harms (Germanist)
Wolfgang Harms (* 7. Januar 1936 in Bellavista bei Lima, Peru; † 5. Oktober 2021 in München) war ein deutscher mediävistischer Germanist und Professor für Deutsche Philologie.

## Leben und Wirken
Wolfgang Harms, Sohn der Oberstudienrätin Annemarie Harms, geborene Dörwald, und des Kaufmanns Siegfried Harms, wuchs in Itzehoe (Holstein) auf. Er studierte von 1956 bis 1962 an den Universitäten Göttingen, Tübingen und Kiel Germanistik (Deutsche Philologie) und Altphilologe (Griechische Philologie) sowie Psychologie. 1963 wurde er in Kiel mit seiner Dissertation Der Kampf mit dem Freund oder Verwandten in der deutschen Literatur bis um 1300 promoviert. Von 1963 bis 1968 war er Assistent in Kiel und Münster, von Friedrich Ohly ab 1964 an der Universität Münster. 1969 erfolgte die Habilitation als Stipendiat der Deutschen Forschungsgemeinschaft mit der 1970 veröffentlichten Arbeit Homo viator in bivio. Studien zur Bildlichkeit des Weges und die Tätigkeit als Privatdozent in Münster. Noch im selben Jahr wurde er auf einen Lehrstuhl für Ältere deutsche Literatur als Nachfolger von Werner Simon an die Universität Hamburg berufen. Dort wurde er 1973 in die Joachim-Jungius-Gesellschaft aufgenommen, deren Präsident er von 1975 bis 1978 war. Als Nachfolger von Hugo Kuhn wechselte er 1979 als ordentlicher Professor für deutsche Philologie mit dem Schwerpunkt Deutsche Literatur des 12. bis 18. Jahrhunderts auf den Lehrstuhl für Deutsche Philologie an die Ludwig-Maximilians-Universität München. Auch über seine Emeritierung im Jahr 2004 hinaus war er in München als Forschender und Lehrender tätig. Am 5. Oktober 2021 ist er im Alter von 85 Jahren verstorben. Er war evangelisch, in zweiter Ehe verheiratet mit Ulla-Britta Harms, geborene Kuechen, und hatte drei Kinder (Frank, Felix und Bendix).
Gastprofessuren führten ihn an verschiedene Universitäten in Kanada, Ägypten, Frankreich und der Schweiz. Bei seinen Auslandsverbindungen förderte Harms besonders die frühzeitigen Begegnungen deutscher und ausländischer junger Hochschullehrer auf den Gebieten der Mediävistik und frühneuzeitlichen Literaturgeschichte; etwa auf bilateralen Begegnungen mit Polen (Marian Szyrocki) von 1981 bis 2001, mit Frankreich (Jean-Marie Valentin) 1990, mit den USA und Kanada (Stephen Jaeger) von 1992 bis 2005 und mit der Schweiz (Peter Rusterholz) 1992. Ähnlichen Zielen galten auch zahlreiche Reisen in die damalige DDR (1985 bis 1990).
Neben der kommentierten Edition, Erforschung und Würdigung frühneuzeitlicher Flugblätter lag sein Arbeitsschwerpunkt auf folgenden übergreifenden Fragestellungen: die Frage nach dem Weiterwirken mittelalterlicher Denk- und Schreibformen in die Neuzeit hinein, die Frage nach dem Zusammenwirken von Text und Bild sowie die Frage nach dem Verhältnis von Autor, Werk und Leser. Er war auf diesen Gebieten nicht nur Autor, sondern auch Herausgeber von Sammelbänden, Editionen und Buchreihen. So gab er unter anderem die Reihe Bibliothek der frühen Neuzeit sowie die Zeitschriften Antike und Abendland (ab 1975) und das Archiv für Kulturgeschichte (ab 1982) mitheraus. In Publikationen und bei der Veranstaltung von Tagungen überschritt Harms die Grenzen von Epochen und akademischen Disziplinen, etwa zu Themen wie kooperative Verfasserschaften bei der Literaturproduktion, Verhältnis von Buch und Bibliothek sowie Mitarbeit des Lesers an der Literatur oder auch Rezeption als Gespräch verschiedener Zeiten. Weitere Arbeitsfelder waren Höfische Romane des hohen und späten Mittelalters, Emblematik, Verbindungen von Literatur und Naturkunde sowie Wissenschaftsgeschichte.
Forschung verstand sich für Harms grundsätzlich als Gesprächsangebot an die Forscher in mehr als einem Fach. Mit der Gründung von Arbitrium. Zeitschrift für Rezensionen zur germanistischen Literaturwissenschaft 1983 (zusammen mit Wolfgang Frühwald) schuf er dafür eine forschungspraktische Grundlage.
Im Jahr 1975 gründete er die Buchreihe Mikrokosmos. Beiträge zur Literaturwissenschaft und Bedeutungsforschung. Von 1973 bis 1985 war Harms Mitglied der Germanistischen Kommission der Deutschen Forschungsgemeinschaft, 1980 bis 1984 in der Funktion des Vorsitzenden. Er war von 1996 bis 2002 Präsident der Society for Emblem Studies in Glasgow.

## Schriften (Auswahl)
- als Hrsg. mit H. Freytag: Außerliterarische Wirkung barocker Emblembücher. 1975.
- als Hrsg. mit L. P. Johnson: Die deutsche Literatur des späten Mittelalters. 1975.
- als Hrsg. mit Hans Fromm und Uwe Ruberg: Verbum et signum. Beiträge zur mediävistischen Bedeutungsforschung. (Festschrift für Friedrich Ohly). 2 Bände. München 1975.
- als Hrsg. mit Heimo Reinitzer: Naturkunde und allegorische Naturdeutung. Aspekte der Weltbetrachtung zwischen 13. und 19. Jahrhundert. Bern/Frankfurt am Main 1980 (= Mikrokosmos. Band 7).
- Deutsche illustrierte Flugblätter des 16. und 17. Jahrhunderts. 4 Bände. 1980–1986.
- als Hrsg. mit Heimo Reinitzer: Natura loquax. Naturkunde und allegorische Naturdeutung vom Mittelalter bis zur frühen Neuzeit. Frankfurt am Main 1981 (= Mikrokosmos. Band 7).
- Bedeutung als Teil der Sache in zoologischen Standardwerken der frühen Neuzeit (Konrad Gesner, Ulisse Aldrovandi). In: Hartmut Boockmann, Bernd Moeller, Karl Stackmann (Hrsg.): Lebenslehren und Weltentwürfe im Übergang vom Mittelalter zur Neuzeit. Politik – Bildung – Naturkunde – Theologie. Bericht über Kolloquien der Kommission zur Erforschung der Kultur des Spätmittelalters 1983 bis 1987 (= Abhandlungen der Akademie der Wissenschaften in Göttingen: philologisch-historische Klasse. Folge III, Nr. 179). Vandenhoeck & Ruprecht, Göttingen 1989, ISBN 3-525-82463-7, S. 352–369.
- als Hrsg.: Text und Bild, Bild und Text. DFG-Symposion 1988. Stuttgart 1990 (= Germanistische Symposien. Berichtsband 11).
- mit Klaus Speckenbach, Herfried Vögel: Bildhafte Rede in Mittelalter und früher Neuzeit: Probleme ihrer Legitimation und ihrer Funktion. M. Niemeyer, Tübingen 1992, ISBN 3484106697.
- mit Jean-Marie Valentin: Mittelalterliche Denk- und Schreibmodelle in der deutschen Literatur der frühen Neuzeit. Rodopi, Amsterdam 1993, ISBN 9051833466.
- Kolloquialität der Literatur: kleine Schriften. S. Hirzel Verlag, Stuttgart 2006, ISBN 3777614238.
- Bildlichkeit als Potential in Konstellationen : Text und Bild zwischen autorisierenden Traditionen und aktuellen Intentionen (15. bis 17. Jahrhundert). De Gruyter, Berlin 2007, ISBN 3110194430.
- mit Michael Schilling: Das illustrierte Flugblatt der frühen Neuzeit: Traditionen, Wirkungen, Kontexte. S. Hirzel Verlag, Stuttgart 2008, ISBN 3777615579.
- mit Gilbert Heß, Joachim Camerarius d.J: Symbola et emblemata tam moralia quam sacra. Die handschriftlichen Embleme von 1587. M. Niemeyer, Tübingen 2009, ISBN 3484971592.
- Friedrich Ohly. Vergegenwärtigung eines großen Philologen. S. Hirzel Verlag, Stuttgart/Weimar 2014, ISBN 3777623857.